# Jean-Marie Usandisaga
Pas d'image ? Cliquez ici

a Compétitions nationales et continentales officielles uniquement.

Jean-Marie Usandisaga, né le 22 août 1974, est un joueur français de rugby à XV qui évolue au poste de pilier au sein de l'effectif de l'Aviron bayonnais (1,82 m pour 105 kg). Il a mis un terme à sa carrière le 11 janvier 2008 à cause de problèmes de santé.

## Carrière
- Aviron bayonnais

## Palmarès
- Finaliste du championnat de France de Pro D2 : 2004